# 卡吕德努斯
在希腊神话中， 卡吕德努斯 (希腊语: Κάλυδνος, 拉丁 Calydnus)是一名乌拉诺斯的儿子以及底比斯第一个王，在他之后这座城市被认为叫做卡吕德那（Calydna）。 他被视作是第一个建造了这个城市防御工事的人，这也就是为什么底比斯有时被称作卡吕德努斯城堡（citadel of Calydnus）。 卡吕德努斯的继任者是俄古革斯.
卡吕德努斯也是特洛伊附近的一个神秘岛屿卡吕德那（Calydna）的名字。